# Gábor Balázs
Gábor Balázs (Budapest, 18 de octubre de 1983) es un deportista húngaro que compitió en piragüismo en la modalidad de aguas tranquilas. Ganó una medalla de bronce en el Campeonato Mundial de Piragüismo de 2007 y dos medallas en el Campeonato Europeo de Piragüismo, plata en 2007 y bronce en 2006.

## Palmarés internacional
| Campeonato Mundial | Campeonato Mundial       | Campeonato Mundial | Campeonato Mundial |
| Año                | Lugar                    | Medalla            | Competición        |
| ------------------ | ------------------------ | ------------------ | ------------------ |
| 2007               | Duisburgo (Alemania)     | Medalla de bronce  | C4 1000 m          |
| Campeonato Europeo |                          |                    |                    |
| Año                | Lugar                    | Medalla            | Competición        |
| 2006               | Račice (República Checa) | Medalla de bronce  | C4 1000 m          |
| 2007               | Pontevedra (España)      | Medalla de plata   | C4 1000 m          |